# Пюрмалькы (приток Большой Ширты)
Пюрмалькы (устар. Пюрмай-Кы) — река в России, протекает по территории Ямало-Ненецкого автономного округа. Устье реки находится в 162 км по правому берегу реки Большая Ширта. Длина реки составляет 25 км.

## Притоки
- 25 км: Вэркы-Пюрмалькы
- 25 км: Кыпа-Пюрмалькы

## Данные водного реестра
По данным государственного водного реестра России относится к Нижнеобскому бассейновому округу, водохозяйственный участок реки — Таз, речной подбассейн реки — подбассейн отсутствует. Речной бассейн реки — Таз.
Код объекта в государственном водном реестре — 15050000112115300064669.